# (29643) Plücker
29643 Plucker (1998 VR31) – planetoida z pasa głównego asteroid okrążająca Słońce w ciągu 3,35 lat w średniej odległości 2,24 j.a. Odkryta 15 listopada 1998 roku. Nosi nazwisko Juliusa Plückera